# Motocicleta deportiva

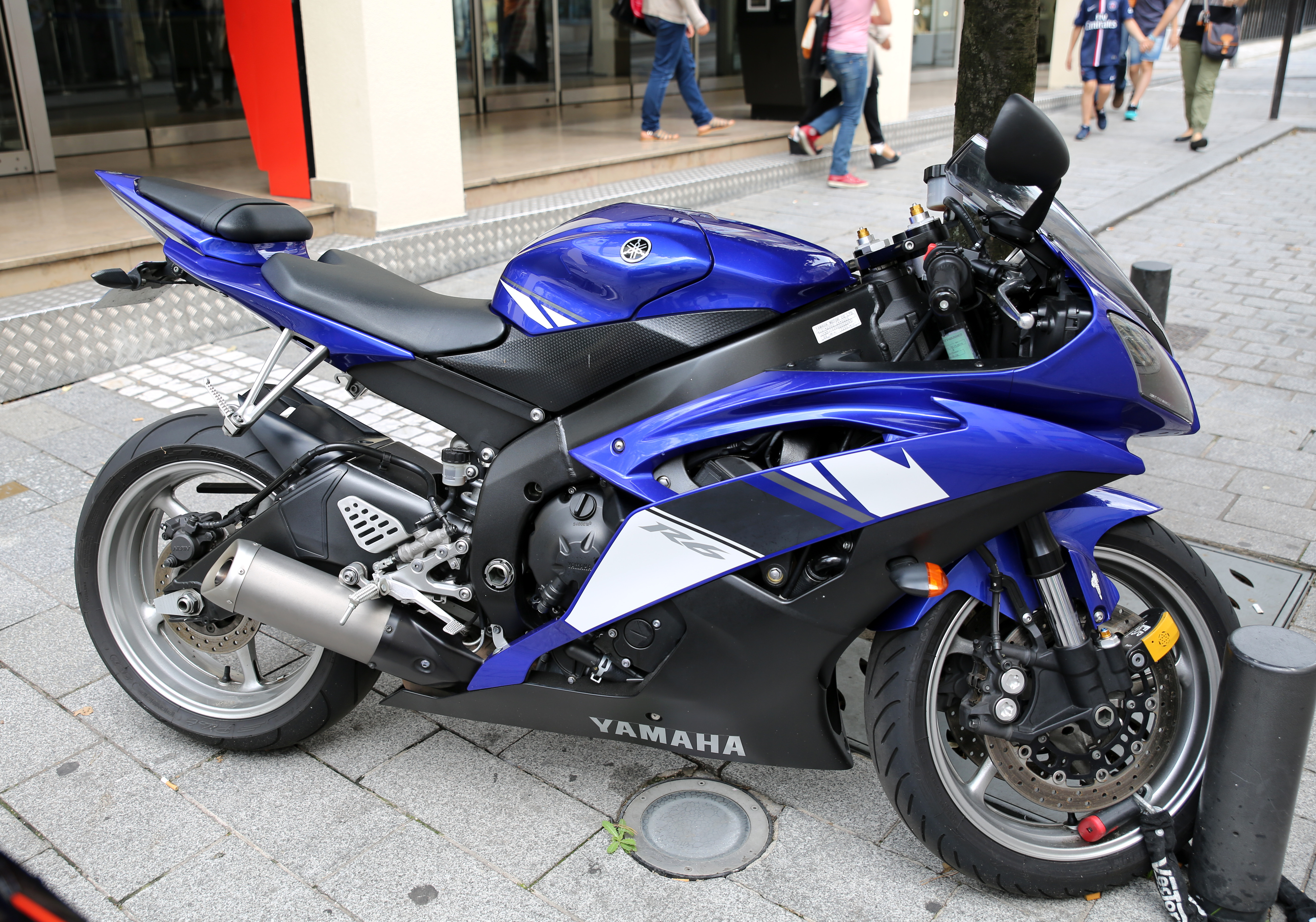
Yamaha YZF-R6 600 cc 2009, una motocicleta deportiva de la segunda mano con los 295 km/h (183 mph)

Motocicleta deportiva o moto deportiva es una motocicleta de altas prestaciones destinada al uso en la vía pública, con características de conducción más agresivas que las de una motocicleta de turismo. Muchas motocicletas deportivas son derivadas de  motocicletas de velocidad.
La primera motocicleta deportiva moderna del mundo fue la Honda CB750. Lanzado en 1969, incorporando un potente motor de cuatro cilindros y 750 cc, también presentó el primer freno de disco del mundo en una motocicleta de producción. Fue un éxito instantáneo entre el público y permaneció en producción hasta 2003.
Las motocicletas deportivas van equipadas en su mayoría de un carenado, que mejora su aerodinámica, con el fin de alcanzar altas velocidades, habitualmente por encima de los 250 km/h o incluso más de 300 km/h en los modelos más exóticos.
La posición de conducción de una motocicleta deportiva es usualmente muy agresiva, en el sentido de que obliga al cuerpo a estar muy adelantado. Con ello se gana estabilidad en la dirección y facilita la aerodinámica.
Habitualmente son las motocicletas de calle con mejor relación peso potencia. Esto se logra con motores de alta cilindrada y materiales ligeros.
Es una motocicleta muy mejorada de los utilizados en la competición de velocidad, la motocicleta de tipo deportivo es capaz de la aceleración rápida y máximas velocidades. Según la cilindrada y la vocación más o menos afirmada por la competición en circuito, existen dos categorías predominantes en el mundo del deporte: la " Superdeportiva " (600  cm 3 ) y la "  Superbike  " (1000  cm 3).). Evidentemente, hay desplazamientos intermedios, incluso más bajos o más altos. La potencia de su motor y la ligereza de su chasis son los principales argumentos comerciales.
Estas motocicletas son poco adecuados para el uso urbano debido a su mal manejo a baja velocidad, sus menudo difíciles de establecer suspensiones que hacen su comportamiento incómodo en carreteras degradadas, y su posición de conducción "en el frente" que no favorece su capacidad de viajar. 19 . El dúo es posible por homologación, aunque esta no es su vocación principal. Su precio de venta (escaparate tecnológico para los fabricantes) y el coste de su mantenimiento (neumáticos blandos, motores empujados) son obstáculos prohibitivos a la compra para muchos motociclistas

## Marcas que fabrican motocicletas deportivas
Aprilia, Benelli, Bimota, BMW, Buell, Cagiva, Ducati, Honda, Kawasaki, KTM, MTT, Münch, MV Agusta, Suzuki,
Triumph, Yamaha, Hyosung.